# 육불화 우라늄
육불화 우라늄(Uranium hexafluoride)은 화학식이 UF6인 무기 화합물이다.부식성이 강하다.

## 사용
육불화 우라늄을 이용해 우라늄235와 우라늄238를 분리하여 농축우라늄을 만든다.
원자로 핵연료인 저농축 우라늄(LEU)를 만드는 방법은 다음과 같다.
1. 광산에서 우라늄 원광을 캐낸다.
2. 우라늄 원광을 잘게 부순다.
3. 화학처리를 해서 우라늄만 남긴다.
4. 천연우라늄(=산화우라늄=옐로케이크=우라늄정광)를 만든다. 천연우라늄 속에는 우라늄-238이 99.29%, 우라늄-235가 0.71% 포함돼 있다.
5. 우라늄정광에 불소(F)를 첨가해 화학결합을 유도하면, 산화우라늄의 산소가 불소로 바뀌어서, 우라늄 농축에 적합한 육불화우라늄(UF6)이 만들어진다.
6. 육불화우라늄을 섭씨 80-90도로 가열하면 기체가 된다.
7. 육불화우라늄 가스를 가스 원심분리기에 주입해서 돌리면, 초음속으로 세탁기의 탈수기처럼 빠르게 돌면서, 가벼운 우라늄-235 가스가 위로 몰린다. 이런 방식으로 우라늄-235을 농축한다.
8. 우라늄-235 농축도 3-5%가 되면 저농축 우라늄(LEU)라고 하며, 액체로 된 육불화우라늄을 수출한다. 한국은 테넥스, 유렌코 등의 우라늄 농축회사에서 이렇게 액체 육불화우라늄인 LEU를 수입한다.
9. 대전시 한전원자력연료 공장에서 액체 육불화우라늄인 LEU를 분말 형태의 이산화우라늄(UO2)으로 재변환한다. 이를 건식재변환이라 한다. 농축우라늄을 기화기에 넣고 100∼105도로 가열, 겔을 기화시킨 뒤 변환로로 옮겨 고온의 수증기 및 수소가스와 반응시키면 분말 UO2가 생성된다.
10. UO2 분말을 담배필터 크기의 원통 모양으로 압축성형하고 1,750도의 고온에서 열처리한 다음 표면을 연삭해 반들반들하게 마무리하면 완성된다. 열처리와 연삭 과정을 거치기 때문에 외관상 세라믹과 유사하다. 완성된 소결체(펠릿)는 하나의 중량이 5.2g이며 직경은 8㎜, 높이는 10㎜다. 새끼손톱 크기의 도자기 같다.
11. 지르코늄으로 된 금속 핵연료봉 안에, 펠릿을 가득 담는다. 완성된 핵연료봉을 한전원자력연료가 출하한다.
12. 핵연료봉을 원자로에 넣어 핵분열을 시켜 발전한다.

1960년대 일본 정부는, 건식재변환, 펠릿 만들기, 펠릿을 연료봉에 채우기라는 단계에서, 무게의 5% 정도를 은닉할 수 있으며, 계측기가 이 정도 오차가 있어서, 은닉했는지를 알 수 없으며, 이를 통해 핵무기 생산에 사용할 수 있다고 주장했다.
한국은 매년 옐로케이크 4000톤을 구매해, 외국의 우라늄 농축 회사에 옐로케이크를 보내서 LEU로 농축시킨 다음, 수입한다. 여기서 5% 정도를 은닉해 핵무기를 만든다면, HEU 1420 kg을 매년 확보할 수 있다. HEU 10 kg이면 100 kt 수소폭탄 한발을 만든다. 따라서 한국은 매년 100 kt 수소폭탄 142발을 만들 수 있다는 의미가 된다. 한국이 실제로 5%를 은닉한다는게 아니라, 5% 은닉이 가능하다는 것은 일본 외무부가 독일 외무부에 60년대에 주장한 것이다.